# Oberea ocellata
Oberea ocellata is een keversoort uit de familie van de boktorren (Cerambycidae). De wetenschappelijke naam van de soort werd voor het eerst geldig gepubliceerd in 1847 door Haldeman. Karaktistiek zijn de draadachtige voelsprieten die aanzienlijk langer zijn dan de totale lichaamslengte.

## Leefwijze
Oberea ocellata kan uitstekend vliegen. Hij komt voor in bosrijke gebieden van Europa tot Siberië en voedt zich daar met planten en hout.